# Стройкредит
Стройкреди́т — российский коммерческий банк. Полное название — Открытое акционерное общество Коммерческий банк «Стройкредит».
Основан в 1988 году. По данным агентства РБК, КБ «Стройкредит» находился на 93 месте в рейтинге «Крупнейшие банки России в 2007 году» и на 63 месте — в рейтинге «TOP 500 прибыльных банков в 2007 году». Кроме того, Банк занимал 94 место в рейтинге «200 крупнейших банков России» «Интерфакс-АФИ» по размеру активов на 1 января 2008 года и 93 место в рейтинге «200 крупнейших российских банков по размеру чистых активов», составленном журналом «Профиль».
Отозвана лицензия 18 марта 2014 года.

## Собственники и руководство
Среди акционеров 7 юридических лиц.
- ООО «Лесная фиалка»
- ООО «Дэйс»
- ООО «Клеманс»
- ООО «+Кредо»
- ООО «+Бином»
- ООО «Анта плюс»

Реальным хозяином банка на рынке считался Семена Вайнштока.

## Деятельность
Располагал обширной сетью филиалов и дополнительных офисов в различных регионах России. На 1 ноября 2008 года подразделения Банка работали в Москве, Санкт-Петербурге, Когалыме, Нижнем Новгороде, Тюмени, Новороссийске, Ухте, Омске, Самаре, Саратове, Иркутске, Брянске, Уфе, Нефтеюганске, Нижневартовске, Ноябрьске, Сургуте, Тобольске, Урае, Краснодаре, Сочи, Ангарске, Казани и Томске.
В 2006 году Банк вышел на рынок потребительского кредитования, на 1 января 2008 года занимал 36 место в рейтинге РБК «Лучшие банки на рынке кредитования физических лиц в 2007 году».
Клиентами КБ «Стройкредит» являлись более 5 000 предприятий. Банк являлся учредителем лизинговых и факторинговой компаний, что позволяет предоставлять полный спектр услуг в корпоративном сегменте.
В своей международной деятельности КБ «Стройкредит» сотрудничал с ведущими зарубежными финансовыми институтами и за счет имеющихся кредитных линий предоставляет своим клиентам услуги в области торгового финансирования.
Агентством Moody’s Investors Service банку присвоены долгосрочный кредитный рейтинг по национальной шкале до уровня Baa2, рейтинг финансовой устойчивости (РФУ) Банка на уровне E+ и рейтинги по долгосрочным и краткосрочным депозитам в национальной и иностранной валюте на уровне, соответственно, B3 и NP.
18 марта 2014 года Центральный банк России отозвал лицензию на осуществление банковской деятельности у банка Стройкредит.